# Ruera (rivière)
La rivière Ruera  (anglais : Ruera River) est une rivière de la région de la  West Coast de l’Ile du Sud de la Nouvelle-Zélande, dans le district de Westland. 

## Géographie
Elle s’écoule vers le sud à partir de la chaîne de « Navigator Range » dans les  Alpes du Sud, atteignant la rivière Copland à 30 kilomètres à l’est de la baie de Bruce. La longueur entière de la rivière est située dans le Parc national de Westland Tai Poutini.